# Over de roooie
Over de roooie was een Nederlands televisieprogramma dat werd uitgezonden tussen 1996 en 1998 door SBS6. In het programma werd aan voorbijgangers op straat gevraagd om vergaande opdrachten uit te voeren om een beloning van 1000 gulden (een rooie rug) te kunnen incasseren. Veel opdrachten bestonden uit het eerst zelf uitvoeren van een opdracht en vervolgens een aantal mensen op straat vinden die ditzelfde ook wilden doen, zonder enige vergoeding.
In de programmatitel staat een extra letter O. Dit is omdat in het logo de lettercombinatie OOOI wordt gevormd door het getal 1000 achterstevoren te plaatsen.

## Opvolgers
Fox 8 zond een vergelijkbaar programma uit onder de titel Een rug te ver, gepresenteerd door Roel Kyvelos en Vivian Reijs. Dit programma kreeg veel kritiek te verduren vanwege de soms smerig geachte opdrachten. Ook werd er bij een opdracht gevraagd narcisbollen te eten, waarvan de deelnemers ziek werden en naar het ziekenhuis moesten.
In het najaar van 2015 kreeg dit programma een nieuwe opvolger bij RTL 5, Wie is de Sjaak?.
In Vlaanderen werd een vergelijkbaar programma uitgezonden op VT4 onder de titel Kassa Kassa.